# 통천교주
통천교주(通天敎主)는 도교 신화에 등장하는 선인으로, 봉신연의에서는 홍균노조(鴻鈞老祖) 밑에서 태상노군(太上老君), 원시천존(元始天尊)과 함께 수행을 받았다.
중국의 여러 민화 및 설화의 등장 인물로, 《봉신연의(封神演義)》 등에 등장하기도 한다.

## 봉신연의에서의 통천교주
절교(截敎) 최고의 선인으로, 곤륜산(崑崙山)에서 수행하는 천교(闡敎) 최고의 선인인 태상노군(太上老君)이나 원시천존(元始天尊)과는 달리 금오도(金鰲島)의 벽유궁(碧遊宮)에 거주하면서 수행하고 있다.
상나라 말기에 주왕(紂王)이 폭정을 일삼자 제후국 중 하나인 서기(西岐)의 무왕(武王)이 이에 반발해 상나라와 전쟁을 하게 되었으며, 이 과정에서 상나라에는 절교 출신의 요괴들이, 서기에는 천교 출신의 선인들이 합세해 상나라와 서기의 대결은 절교와 천교의 대리전 양상이 되었다. 하지만 점차 절교도들이 천교도들에게 죽어가는 사례가 늘었으며, 이 과정에서 통천교주는 신계 창설 계획에 절교도의 궤멸 음모가 숨겨져 있다는 것을 알고 격분해 천교에 복수할 것을 다짐한다.
통천교주는 금령성모(金靈聖母) 등 절교 최고의 선인들을 모아 주선진(誅仙陣)을 펼쳐 천교도들을 궤멸시키려고 했지만, 접인도인(接引道人)과 준제도인(準提道人)의 도움을 받은 태상노군과 원시천존에 의해 주선진이 깨지고 말았다. 이에 통천교주는 다시 만선진(萬仙陣)을 펼쳐 다시 한 번 복수를 다짐했으나, 천교와 인도(人道) 세력이 합작해 만선진을 깨서 다시금 계획을 막아섰다. 결국 통천교주는 최후의 수단으로 영진포일술(營鎭抱一術)을 사용해 천교 최고의 보패(寶貝)들과 함께 무로 돌아가려고 했으나 갑자기 등장한 스승 홍균노조(鴻鈞老祖)로 인해 원시천존과 억지로 화해하고 벽유궁으로 떠났다.